# Wilhelm Baur
Wilhelm Baur (1839-1920) fue un briólogo, explorador, boticario alemán.
A fines del siglo XIX visitó Suiza y Noruega en sus expediciones botánicas.

## Eponimia
Especies
- (Acanthaceae) Ruellia baurii C.B.Clarke[2]
- (Acanthaceae) Thunbergia bauri Lindau[3]
- (Anacardiaceae) Rhus baurii Schönland[4]
- (Asclepiadaceae) Xysmalobium baurii N.E.Br.[5]
- (Asteraceae) Scalesia baurii B.L.Rob. & Greenm.[6]
- (Eriocaulaceae) Eriocaulon bauri N.E.Br.[7]
- (Geraniaceae) Geranium baurianum R.Knuth[8]
- (Hyacinthaceae) Ornithogalum baurii (Baker) J.C.Manning & Goldblatt[9]
- (Hypoxidaceae) Rhodohypoxis baurii (Baker) Nel[10]
- (Onagraceae) Oenothera bauri Boedijn[11]
- (Orchidaceae) Herschelianthe baurii (Bolus) Rauschert[12]
- (Ranunculaceae) Peltocalathos baurii (MacOwan) Tamura[13]
- (Scrophulariaceae) Polycarena baurii (Hiern) Levyns[14]